# سيرجيو ليال
سيرجيو ليال (بالإسبانية: Sergio Leal)‏ هو لاعب كرة قدم أوروغواياني في مركز الهجوم، ولد في 25 سبتمبر 1982 في ريفيرا في الأوروغواي. شارك مع منتخب الأوروغواي تحت 17 سنة لكرة القدم. أما مع النوادي، فقد لعب مع إيرغوتيليس وبنيارول وجيمناسيا لابلاتا وديبورتيفو كالي ونادي دانوبيو ونادي سبورتينغ كريستال.

## وصلات خارجية
- سيرجيو ليال على موقع الاتحاد الدولي (مؤرشف)  (الإنجليزية)
- سيرجيو ليال على موقع قاعدة بيانات كرة القدم.إي يو (الإنجليزية)
- سيرجيو ليال على موقع Soccerway.com (الإنجليزية)